# 楊傑只哥
楊 傑只哥（よう ゲイジゲ、1200年 - 1239年）は、金朝末期からモンゴル帝国初期にかけて活躍した人物。

## 概要
楊傑只哥は代々大興府宝坻県に居住し農業を営む家の出であったが、チンギス・カンによる金朝侵攻が始まると家族を伴ってこれに服属した。モンゴル軍に取り立てられた楊傑只哥は遼西方面への進出や、アジュル配下としての西夏遠征に功績を挙げた。1229年（己丑）に第2代皇帝オゴデイによる第二次金朝侵攻が始まると、皇弟トルイの軍勢に属して金幣を与えられ、アジュルとともに信安攻めを命じられた。アジュルは楊傑只哥の才幹が配下の武将の中でも傑出していることを知悉していたため、軍務の指揮を委ねた。
信安城は四方を水に囲まれた要衝であり、金朝の将の張進もこれをよく守り数カ月にわたって抵抗を続けた。楊傑只哥は力攻めではなく交渉による開城を目指し信安城を訪れたところ、「我は既に2人の使者を斬り殺しているのに、汝は死を恐れないのか？」と問いかけられた。そこで楊傑只哥は顔色も変えず「今、斉・魯・燕・趙といった地は全てモンゴルに降り、君のみがこの城を恃み抵抗を続けているが、内は軍糧が尽き、外に援兵もなく、城を存続させる術はない。君のために降伏して死を免れるよう請うているのだ」と述べ、更に3度に渡って説得することによってようやく信安を投降させることに成功した。
1231年（辛卯）に大名の蘇椿が叛乱を起こした時はこれを討伐し、他の将が城民の皆殺しを主張したのを説得してやめさせた。これにより楊傑只哥の寛容な姿勢を知った滑州・濬州が相次いで降ったという。1732年（壬辰）、モンゴル軍は徐州に進出したが、河によって進軍を阻まれた。楊傑只哥は賊兵が沢中で舟を用いているのを探知し、数人の精鋭を率いて船を奪うことで渡河を成功させ、河南諸郡から3万余りの戸を投降させる功績を挙げた。徐州で金軍と激突した際には、楊傑只哥は百騎余りを率いて敵陣に突入し、敵兵を大いに破り敵将を一人捕虜とする功績を挙げた。皇太弟国王テムゲ・オッチギンは楊傑只哥の勇敢な戦いぶりを見て「バガトル（勇士）」の称号を賜り、金符を授けたという。
1235年（乙未）、オゴデイ・カアンは楊傑只哥に種田民戸租賦を賜り、1237年（丁酉）には再びアジュルに従って帰徳を攻めた。楊傑只哥は麾下の諸将に筏を作らせて濠を渡り、城壁を上って城の陥落に大きく貢献した。これにより5州10県4堡2塞が降ったという。1239年（己亥）には南宋兵が帰徳を攻めてきたが、楊傑只哥はこれを撃退し舟に乗って追撃した。ところが、追撃戦の最中に楊傑只哥は流れ矢に当たって船から落ち、40歳にして溺死してしまった。息子には楊孝先・楊孝友らがいた。